# Nanthesan
Koning Somdetch Brhat Chao Anandasena Bungmalaya Chandapuri Sri Sadhana Kanayudha Visudhirattana Rajadhanipuri Rama Lanjang Krum Klao, beter bekend onder de naam Nanthesan, volgde koning Ong Boun op als 4e koning van het koninkrijk Vientiane in 1781. Bij geboorte had hij de naam prins Anandasena en hij was de eerste zoon van koning Ong Boun. Nanthesan was de bevelhebber van het leger van het koninkrijk Vientiane tijdens de invasie door Siam in 1778 - 1779. Hij werd verslagen door general Chakri, de latere Rama I en gevangengenomen en verbannen naar Bangkok van 1779 - 1781. Nadat zijn vader door de Siamezen vermoord was werd hij door koning Taksin op de troon gezet op 28 november 1781. 
Hij werd door koning Rama I van Siam afgezet en gevangengenomen in januari 1795. Naar Bangkok gebracht,stierf hij daar in gevangenschap in juni of juli van hetzelfde jaar. Hij werd opgevolgd door zijn broer, prins Inthavong.